# Pentraxin 3
Pentraxin 3 (PTX3)
ist ein löslicher Rezeptor, der eine wichtige Rolle für das Immunsystem spielt. Er ist Mitglied der Familie der Pentraxine und gehört zur Gruppe der Pattern-Recognition Receptors (PRRs). Diese Rezeptoren können bestimmte Muster oder Strukturen von Antigenen erkennen. Diese Muster werden auch als Pathogen-assoziierte molekulare Muster (PAMPs) bezeichnet. Die Pattern-Recognition Receptors, als auch der PTX3-Rezeptor, gehören zum angeborenen Immunsystem. Die Entwicklung einer Immunantwort durch das adaptive oder erworbene Immunsystem wird dagegen eher gehemmt.
Der PTX3-Rezeptor zirkuliert frei im Blut, bis dieser auf ein Antigen mit einem bestimmten passenden pathogen-assoziierten molekularen Muster trifft. Durch die Bindung des Rezeptors wird das Komplementsystem, ebenfalls ein Teil des angeborenen Immunsystems aktiviert. Das betreffende Antigen wird dadurch als „fremd“ markiert (sogenannte Opsonisierung), und von neutrophilen Granulozyten durch Phagozytose entfernt. Darüber hinaus trägt der PTX3-Rezeptor auch zur Beseitigung von körpereigenen Bestandteilen bei, beispielsweise von toten Zellen infolge der Apoptose (programmierter Zelltod).

## Molekülstruktur
- Pentamer bzw. 10- und 20-mer; Protomer 381 AS, etwa 40 kDa ohne Glykosylierung
- 178 AS N-terminale Domäne ohne Homologie zu anderen Proteinen
- 203 AS C-terminale Domäne ähnlich wie die kurzen Pentraxine C-reaktives Protein (CRP) und Serum Amyloid P (SAP)
- Asn-220 trägt eine relevante N-Glykosylierung
- Human Chromosom 3q25
- Promoter Response Elemente: NF-κB, NFIL6, ETS1, AP1, SP1, PU1, PEA3

## Induzierende Substanzen
- IL1beta, TNFalpha, LPS, Lipoarabinomannan, OmpA, oxLDL, Zellen in Apoptose
  - über Rezeptoren für IL1, TNF sowie Toll-like Rezeptoren
  - diese wirken über myd88 – NFKB Stimulation sowie JNK
- IL-10
- IL-17
- CD40L

## Inhibierende Substanzen
- IL-4, IFN-gamma
- PGE2
- 1,25-OH2-D3 Vitamin
- Dexamethason
- Statine (3HmgCoA Reductasehemmer)

## Funktion als immunregulatorisches Opsonin
- Zielantigenstrukturen und zelluläre Rezeptoren für PTX3 sind weitgehend noch unbekannt
- Ziele sind eigene Zellen in Apoptose und verschiedene Krankheitserreger
- C1q Komplementbindung, Aktivierung des klassischen Komplementweges[2]
- Aktivierung von Abwehrzellen, d. h. Neutrophile Granulozyten
- Reduzierte Aufnahme des Antigens durch Dendritzellen, Verhinderung einer adaptiven Immunreaktion
- Immundeviation Richtung Th-1

## Relevante Erkrankungen
Bei zahlreichen Erkrankungen scheint PTX3 eine Rolle zu spielen:
- Aspergillus fumigatus: PTX3 ist hier ein essentielles Opsonin, es bindet die Conidien (Galactomannan), so dass diese von den Makrophagen phagozytiert werden können. Ohne PTX3 verläuft die Aspergillus fumigatus Infektion tödlich.[3]
- Influenza: Das Influenza-Hämagglutinin (damit bindet das Virus an die Zielzelle) bindet den Zuckerrest des PTX-3, wodurch dieses als so genannter gamma-Inhibitor wirkt.
- Einige Bakterien werden erkannt: Pseudomonas, Salmonellen, Klebsiella (OmpA); Paracoccidioides
- Vaskulitis: Die leukozytoklastischen Vaskulitiden sind dadurch gekennzeichnet, dass die perivaskulär gelegenen Überreste der zerfallenen Neutrophilen Granulozyten nur unzureichend durch andere Phagozyten entfernt werden können. PTX3 wird in der aktiven vaskulitischen Läsion von Endothelzellen gebildet (und sicherlich von Neutrophilen Granulozyten sezerniert). Untersucht wurden ANCA-positive Fälle von Wegener-Granulomatose und mikroskopischer Polyangiitis
- IgA-Nephritis (Glomerulonephritis)[4]
- Sklerodermie
- Rheumatoide Arthritis
- Atherosklerose: Expression in den Makrophagen/Schaumzellen; Nachweis im Subendothelium
- Myokardinfarkt: Sowohl die PTX3-Knockout- als auch die PTX3 transgene Maus zeigen eine deutlichere Gewebsschädigung.
- Systemisches inflammatorisches Response-Syndrom (SIRS) und Sepsis
- Chronische Mikroinflammation: Eine chronische monozytäre Aktivierung mit Zytokinbildung (IL1, IL6, TNF) sehen wir bei verschiedenen Grunderkrankungen:
- Chronisches Nierenversagen
- Chronische Herzinsuffizienz (positiver Prädiktiver Wert für Komplikationen / klinische Endpunkte)
- Systemischer Lupus erythematodes (SLE): hier wird im Serum weniger PTX3 gemessen als bei gesunden Probanden.

## PTX3 als Biomarker
- Als Hinweisgeber auf beginnende Infektionen reagiert es schneller als der klinisch genutzte Biomarker CRP.
- Aktivität einiger Vaskulitiden
- Frühparameter instabile Angina Pectoris / Myokardinfarkt

## Synonyme
Pentraxin 3, TSG-14, TNF stimulated gene 14.